# Mount Sir John Thompson
Mount Sir John Thompson är ett berg i Kanada.   Det ligger i provinsen British Columbia, i den centrala delen av landet, 3 300 km väster om huvudstaden Ottawa. Toppen på Mount Sir John Thompson är 3 349 meter över havet, eller 792 meter över den omgivande terrängen. Bredden vid basen är 8,3 km. Mount Sir John Thompson ingår i Cariboo Mountains.
Terrängen runt Mount Sir John Thompson är huvudsakligen bergig.Trakten runt Mount Sir John Thompson är nära nog obefolkad, med mindre än två invånare per kvadratkilometer.. Det finns inga samhällen i närheten. 
Trakten runt Mount Sir John Thompson är permanent täckt av is och snö.